# Джаганова, Алтыншаш Каиржановна
Алтыншаш Каиржановна Жаганова (каз. Алтыншаш Қайыржанқызы Жағанова, род. 23 декабря 1943, с. Астраханка, Новочеркасский район, Акмолинская область, Казахская ССР) — советский и казахстанский партийный работник, политический, общественный и государственный деятель, поэтесса, журналистка. Заслуженный деятель Казахстана (2001).

## Биография
Родилась 23 декабря 1943 года в селе Астраханка Астраханского района Акмолинской области.
В 1974 году окончила Литературный институт имени А. М. Горького по специальности «литературный сотрудник».
Член Союза писателей СССР (с 1972).

## Трудовая деятельность
С 1961 по 1964 годы — Учитель средней школы, инструктор райкома, Целиноградского обкома Ленинского коммунистического союза молодёжи Казахстана.
С 1964 по 1970 годы — Редактор Целиноградского областного телевидения, редактор издательства «Казахстан».
С 1970 по 1976 годы — Заведующая редакцией издательства «Жазушы».
С 1976 по 1982 годы — Главный редактор Госкино Казахской ССР.
С 1982 по 1987 годы — Главный редактор журнала «Новый фильм».
С 1987 по 1988 годы — Инструктор центрального комитета Компартии Казахстана.
С 1988 по 1994 годы — Главный редактор журнала «Казахстан айелдери».
С 1990 по 1995 годы — Депутат Верховного Совета Казахстана двенадцатого и тринадцатого созывов от женских советов, объединяемых Казахским республиканским советом женщин.
Председатель Комитета Верховного Совета Республики Казахстан по делам женщин, охраны семьи, материнства и детства; Председатель Комитета Верховного Совета Республики Казахстан по культуре, печати, средствами массовой информации и общественным объединениям.
С 1995 по 1999 годы — Главный редактор журнала «Казахстан айелдери».
С 1997 по 1999 годы — Главный редактор журнала «Амазонка».
С 1999 по 2004 годы — Председатель Агентства по миграции и демографии Республики Казахстан.
С 1995 по 2010 годы — Председатель политическая партия «Руханият».

## Научные, литературные труды
Автор повестей и рассказов «Амина, волки и конец света» (1967), «Аккоян — Белая гончая» (1970), «Шалунья» (1972), «Эхо по кругу», а также пьес «Всё началось с апа», «Ливень», «Переступившие черту», «Беспокойная женщина», «Агония», «Метастаз» и других, поставленных на сценах Казахского театра драмы им. М.Ауезова, ряда областных театров и Узбекского академического театра драмы им. Хамзы.
По её сценарию снят полнометражный художественный фильм «Муслима», а также поставлен спектакль в Немецком драматическом театре в Алматы.

## Награды и звания
- Награждена Почётной грамотой Верховного Совета Казахской ССР
- Медаль «За освоение целинных земель»
- почётное звание «Заслуженный деятель Казахстана», за особые заслуги перед государством (2001 года)[1]
- Орден Курмет (15 декабря 2008 года)[2]
- Награждена государственными медалями СССР и Республики Казахстан и др.

## Семья
- Первый муж — Аскар Сулейменов (1938—1992), советский и казахский писатель, литературный критик, драматург. Лауреат Государственной премии Республики Казахстан (1996).
- Сын — Алишер Аскарович Сулейменов (род. 1965), казахстанский актёр кино, режиссёр. Лауреат премии Союза молодёжи Республики Казахстан.
- Дочь — Каракоз Аскаровна Сулейменова (род. 1967), казахстанская актриса кино и театра, телеведущая. Заслуженный деятель Республики Казахстан, лауреат Государственной премии «Дарын», кавалер ордена «Курмет».
- Второй муж — Анес Тулендиевич Сарай (1937—2021), советский и казахский писатель, драматург, журналист. Лауреат Государственной премии Республики Казахстан (1992). Заслуженный деятель Казахстана (2002).